# Salvador Botella
Salvador Botella Rodrigo (* 27. März 1929 in Almussafes; † 18. Dezember 2006 in Riba-roja de Túria) war ein spanischer Radrennfahrer und Sportlicher Leiter.

## Sportliche Laufbahn
Von 1954 bis 1962 war er als Berufsfahrer aktiv. Sechs Jahre fuhr er für das Radsportteam Faema.
Seine bedeutendsten Erfolge als Radprofi waren die Gesamtsiege in der Katalonien-Rundfahrt 1953 (vor Francisco Masip) und 1959 (vor Fernando Manzaneque). Die Volta a la Comunitat Valenciana konnte er 1954 und 1961 für sich entscheiden. 1956 gewann er die Vuelta a Mallorca vor Bernardo Ruiz.
Etappensiege holte er in der Katalonien-Rundfahrt 1953, 1955, 1957, in der Baskenland-Rundfahrt 1954 und 1956, in der Vuelta a Andalucía 1955 und 1961, in der Vuelta a los Pirineos 1955, in der Vuelta a La Rioja 1957, in der Volta a la Comunitat Valenciana 1957. Bei den Etappensiegen ragten die Erfolge im Giro d’Italia 1958 und 1960 heraus. 1958 siegte er in der Punktewertung der Vuelta a España.
1955 gewann er das Eintagesrennen Trofeo Jaumendreu, 1956 wurde er Zweiter hinter Miguel Bover Pons.
Zweite Plätze holte er in den Rennen Vuelta a Andalucía 1955 hinter José Gómez del Moral, in der Volta a la Comunitat Valenciana und der Katalonien-Rundfahrt 1956 sowie in der nationalen Meisterschaft im Straßenrennen 1958 hinter Federico Bahamontes.
Botella bestritt alle Grand Tours, viermal die Tour de France, siebenmal den Giro d’Italia und siebenmal die Vuelta a España. Sein bestes Resultet in der Gesamtwertung erreichte er mit dem 7. Rang in der Vuelta a España 1960.

## Berufliches
Nach seiner aktiven Laufbahn war er als Sportlicher Leiter im Radsportteam Licor 43 tätig.